# Hannes Schröers
Hannes Schröers (født 29. december 1936) er en tidligere tysk fodboldspiller.

## Karriere
I sin aktive karriere spillede Hannes Schröers for Fortuna Düsseldorf.

## Familie
Hans søn Jan (født i 1969) har også været fodboldspiller og spillede i 1989-1990 på førsteholdet i den tidligere Bundesligaklub Bayer 05 Uerdingen. Hans søn, Mika, spillede i perioden 2015-1017 på U-15-holdet i Borussia Mönchengladbach.
Hans datter, Wiebke, flyttede til Maastricht efter gymnasiet og er siden flyttet til København. Hun er gift med en dansker og har sammen med sin mand fået sønnen Jannik Vestergaard, der spiller for Borussia Mönchengladbach. 